# ソカタ TB
SOCATA TB
TB-20 トリニダード (イスラエル空軍博物館)
- 用途：練習機/ツーリング機
- 分類：軽飛行機
- 製造者：ソカタ
- 初飛行：1977年9月23日
- 生産数：2,150機 (2007年時点)[1]

ソカタ TB シリーズ (SOCATA TB) は、1970年代後半から2000年代後半にかけて、フランスの航空機メーカーSOCATA(ソカタ)によって製造、販売されていた軽飛行機シリーズである。
TBシリーズは1960年代から同社で販売されていた"ソカタ ラリー"シリーズの後継となるべく開発された機種で、TBという名称は、この機種の生産拠点となったフランス南部の町"タルブ"を表している。
TBシリーズはラリーシリーズと同様、比較的低速であるが安定性や操縦性に優れるという特徴を持っており、練習機や観光向けツーリング機として広く導入された。
1979年に最初の量産モデルの販売が開始され、2012年まで販売が継続された。現在は後継機種の"ソカタ TBM"シリーズが販売されている。

## 概要
TBシリーズの開発は1970年台半ばに開始された。目的は同社の主力製品である"ソカタ ラリー"シリーズの後継とする事であり、1977年9月23日に160hpのライカミングO-320エンジンを搭載したプロトタイプが初飛行したが、同年12月15日のテスト中に墜落してしまった。2機目の試作機には180hpのエンジンが搭載され、テストが継続された。1979年4月26日に最初の量産モデルとなったTB-9 タンピコとTB-10 トバゴの2機種が型式証明を取得した。
1980年11月1日には派生機種のTB-20 トリニダードが初飛行に成功し、同年12月18日に型式証明を取得した。これ以降、2000年代後半まで各モデルの量産が継続する事となった。
2000年代初頭に各主要モデルに対するバージョンアップが行われ、"GT"という名称が付けられた。GTモデルはキャビン形状や主翼翼端形状、垂直尾翼形状など外見にも変化が加えられている。
2001年9月11日のアメリカ同時多発テロ事件の影響による世界的な景気後退に伴い、2000年代初頭からTBシリーズの販売が停滞し始め、2003年には見込み生産が打ち切られ、アウトソーシングによる製造費コストダウンが検討された。
2004年にはコストダウンの一環として首都パリの営業・販売拠点をタルブの製造工場に統合し、2007年には生産拠点をルーマニアのバカウに移転する方針が発表された。しかしながらこの時点でTBシリーズの新規生産は極端に少なくなっており、2008年には完全受注生産となり、2012年にソカタ社のカタログから姿を消す事となった。サポートは継続されており、既存機に対するバージョンアップも行われている。

## 型式・派生型
TB-9 タンピコ
最初の量産モデルの一つで、4人乗り、160hpのライカミングO-320-D2Aエンジン搭載。固定3点式着陸装置を装備。
TB-9C タンピコ・クラブ
4人乗りの練習機型。
TB-9 タンピコ・スプリント
着陸装置にスパッツを装着したモデル。
TB-9 タンピコ・スプリント GT
2000年代にマイナーモデルチェンジを行った発展型。
TB-10 トバゴ
最初の量産モデルの一つで、4人または5人乗り、180hpのライカミングO-360-A1ADエンジン搭載。スパッツ付き固定3点式着陸装置を装備。
TB-10 トバゴ GT
2000年代にマイナーモデルチェンジを行った発展型。
TB-20 トリニダード
1980年11月1日初飛行、4人または5人乗り、250hpのライカミング製エンジン搭載。格納式の3点式着陸装置を装備。
TB-20 C トリニダード
救急搬送型および貨物輸送型。
TB-20 トリニダード GT
2000年代にマイナーモデルチェンジを行った発展型。
TB-21 トリニダード TC
ターボチャージャー付き250hpのライカミング製 TIO-540 B1ADエンジン搭載。
TB-21 トリニダード GT
2000年代にマイナーモデルチェンジを行った発展型。デジタル制御式ターボチャージャー搭載。
TB-30 イプシロン
TB-10系の発展型として開発された空軍向け練習機型。
TB-31 オメガ
TB-30のターボプロップ型として開発された機種。1機のみ製造。
TB-200 トバゴ XL
5人乗り、200hpのライカミングIO-360A1B6エンジン搭載。固定3点式着陸装置を装備。
TB-200 トバゴ XL GT
2000年代にマイナーモデルチェンジを行った発展型。
TB-360 タンガラ
ガルフストリーム・アメリカン GA-7 クーガーをベースにしたライセンス生産型、計画のみ。

## 画像

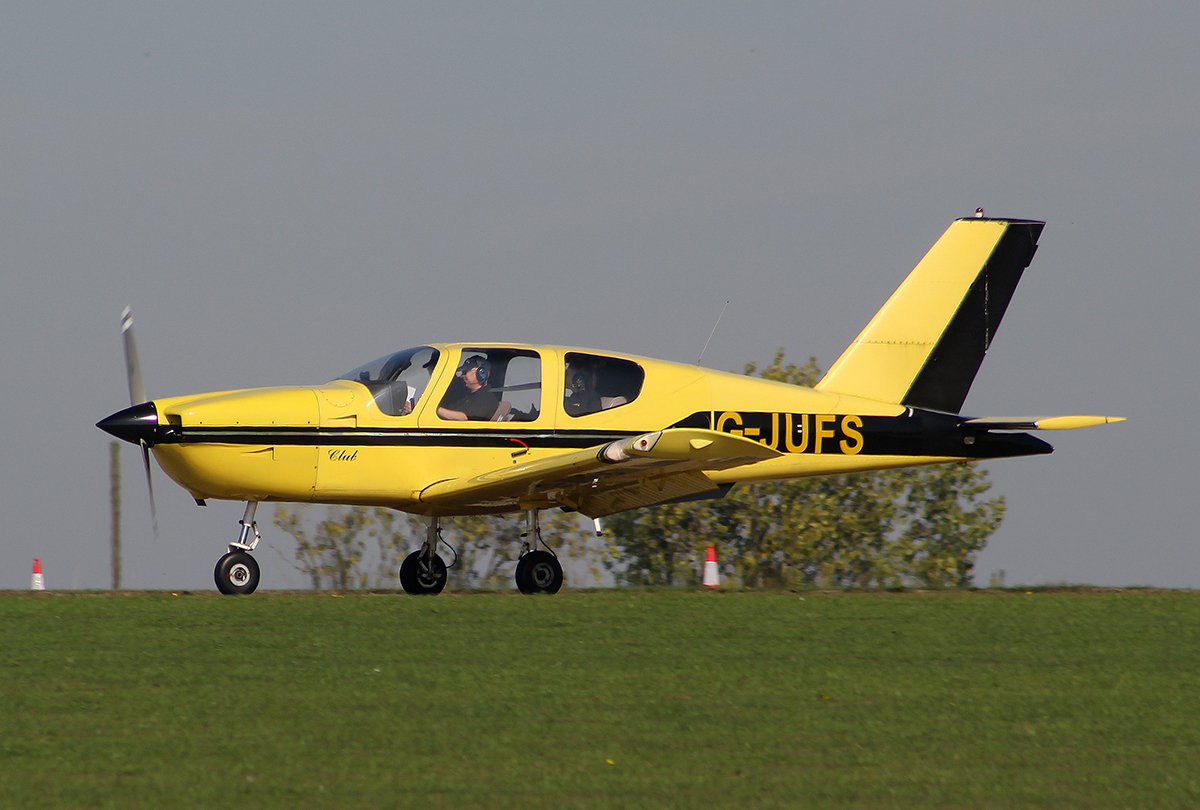
TB-9 タンピコ
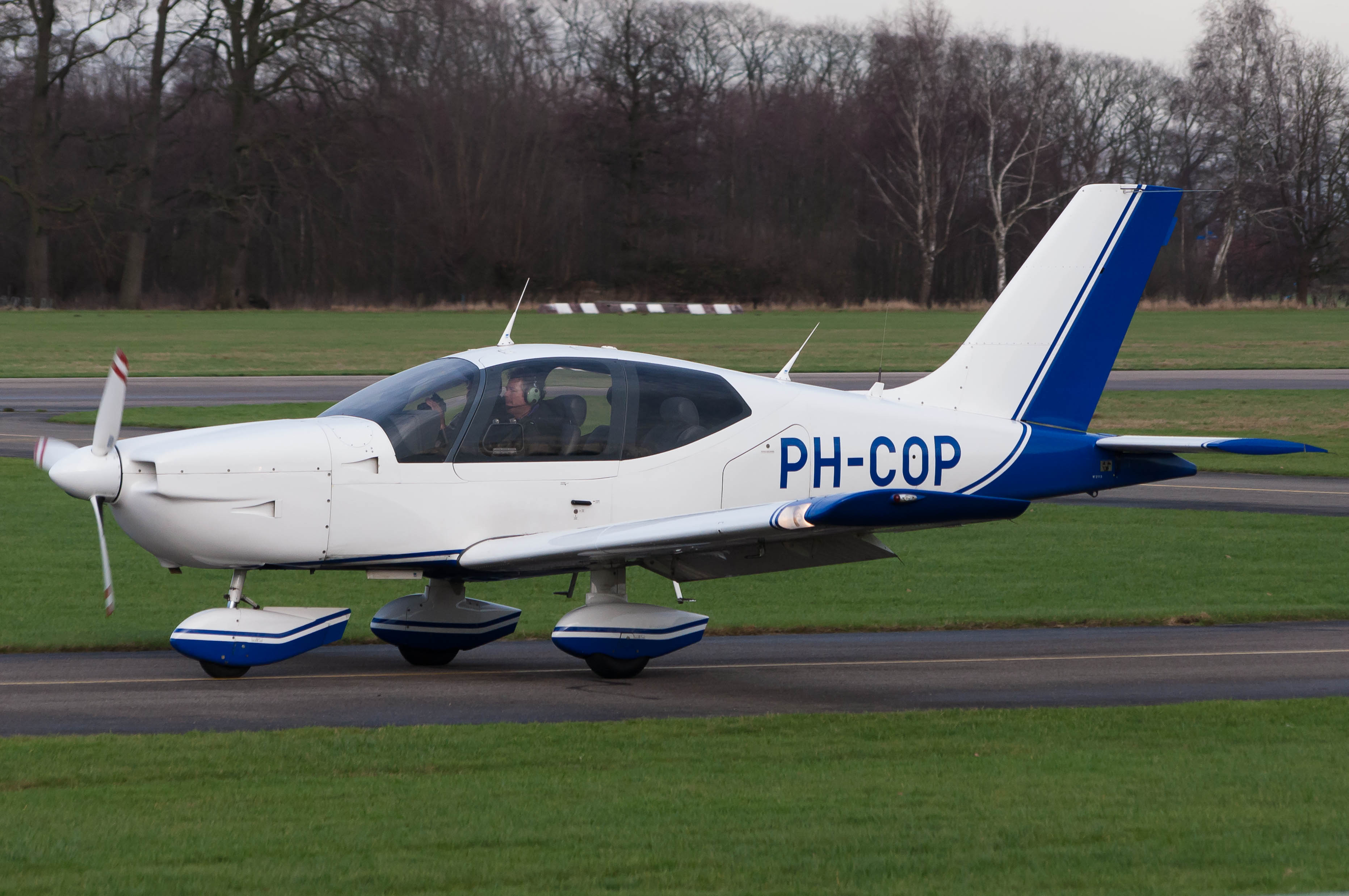
TB-10 トバゴ
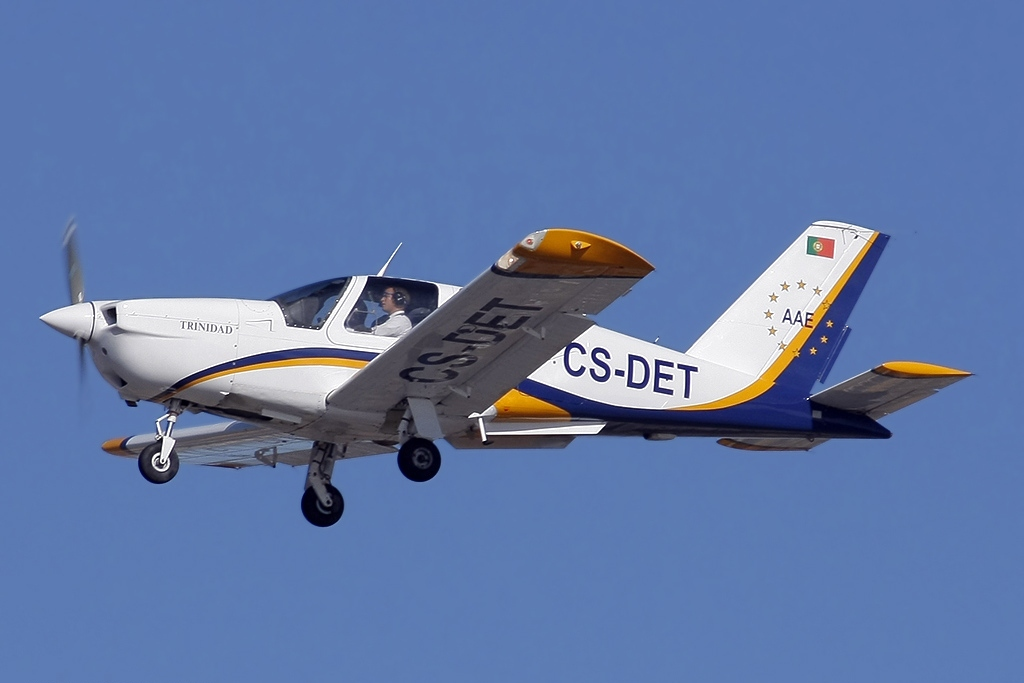
TB-20 トリニダード
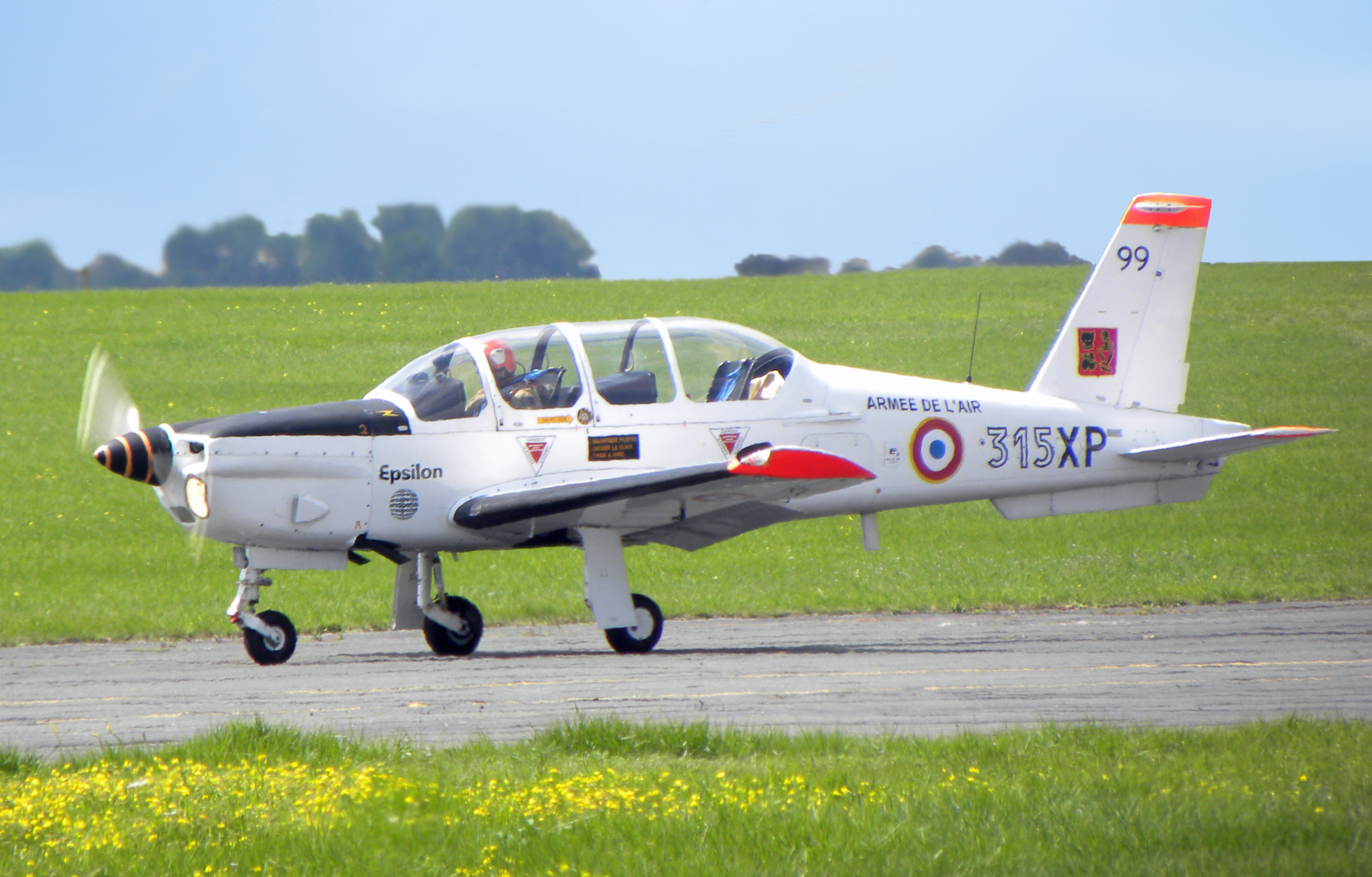
TB-30 (フランス空軍)
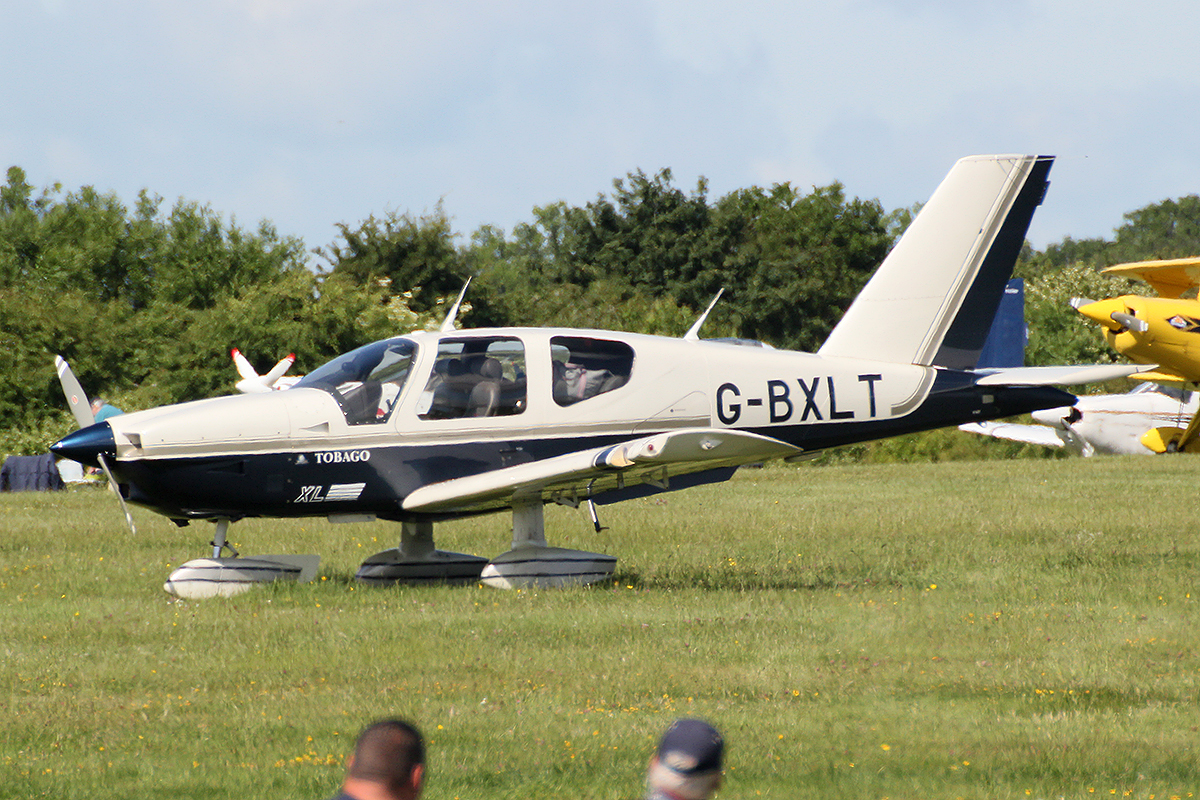
TB-200 トバゴ XL